# Phorcus turbinatus
Phorcus turbinatus là một loài marine snail, a gastropod Mollusca nằm trong họ Trochidae.

## Hình ảnh

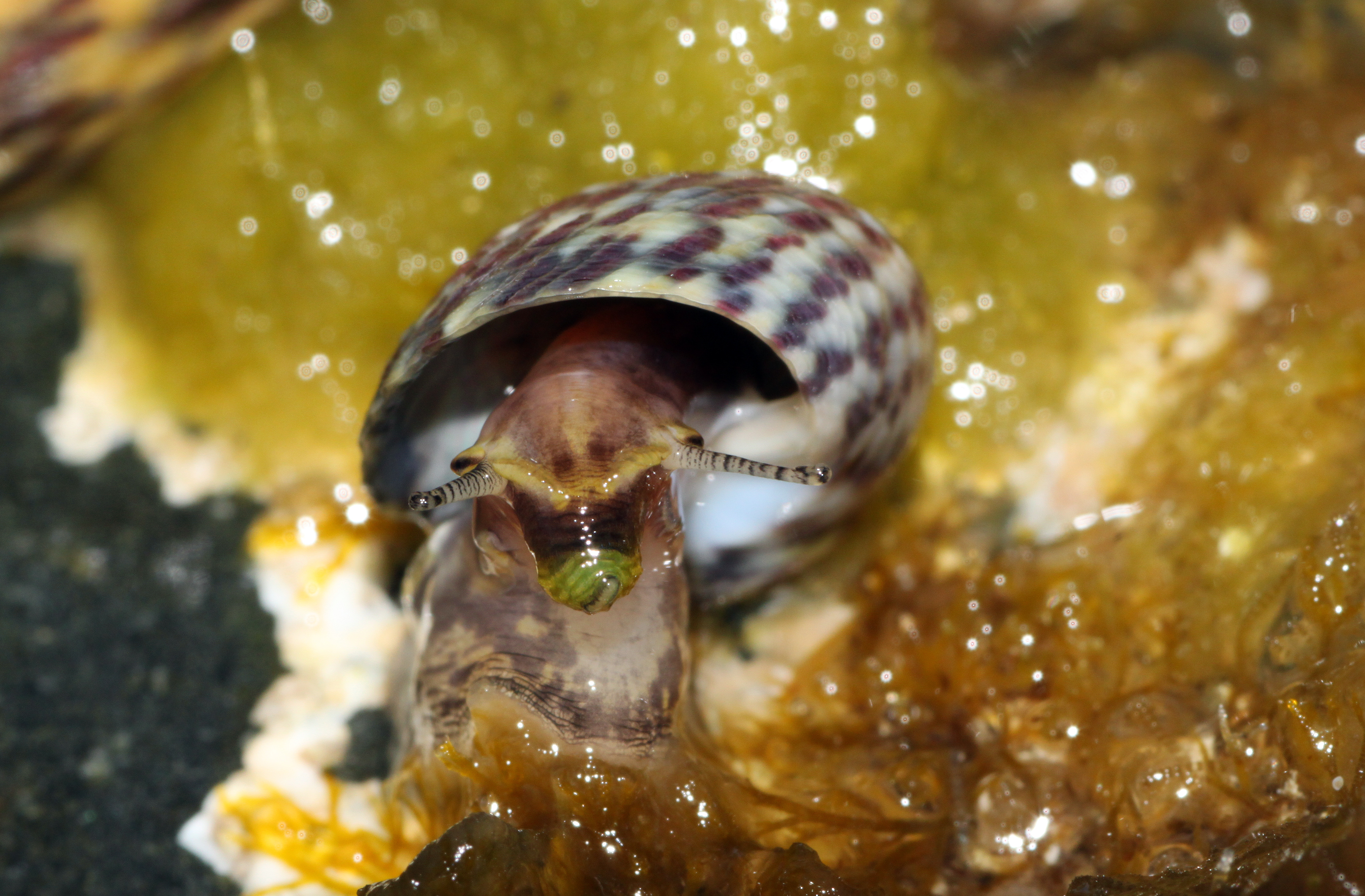
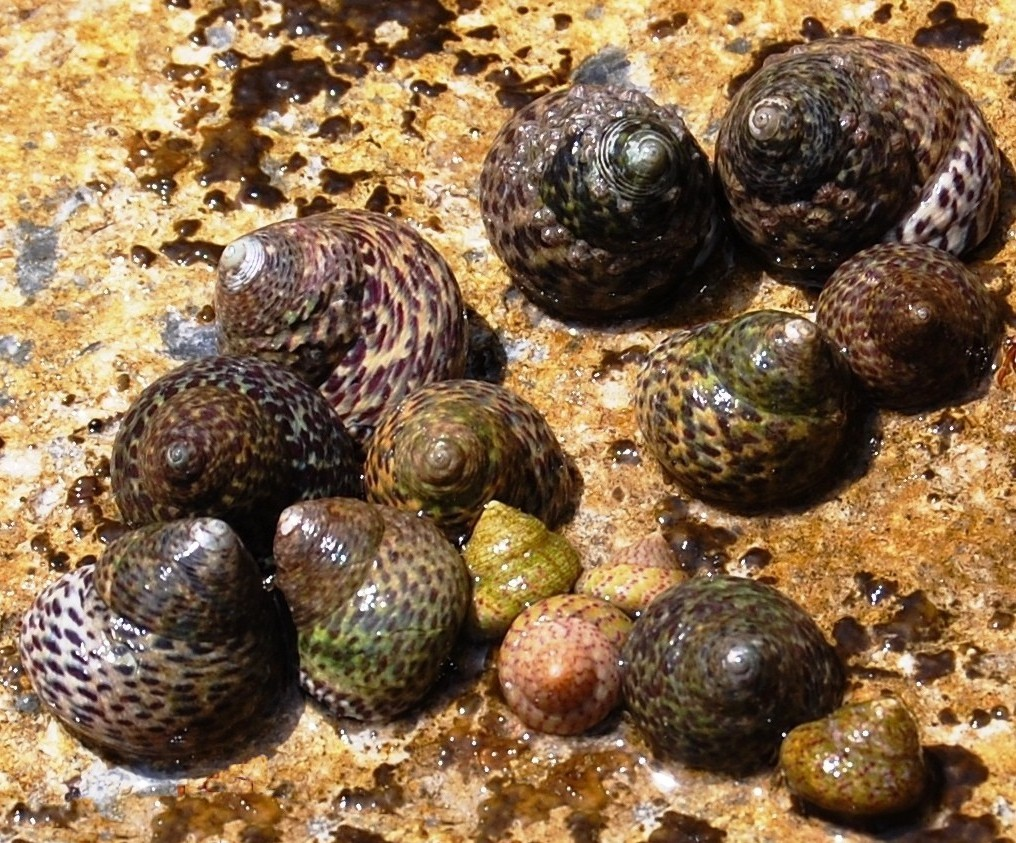

## Phân bố
vùng biển Châu Âu.